# 紀元前143年
紀元前143年（きげんぜん143ねん）は、ローマ暦の年である。

## 他の紀年法
- 干支 : 戊戌
- 日本
  - 開化天皇15年
  - 皇紀518年
- 中国
  - 前漢 : 景帝後元元年
- 朝鮮
  - 檀紀2191年
- 仏滅紀元 : 402年
- ユダヤ暦 : 3618年 - 3619年

## できごと

### ローマ
- クィントゥス・カエキリウス・メテッルス・マケドニクスが反乱軍を鎮圧し、ケルトイベリア戦争が終結した。

## 誕生
- マルクス・アントニウス・オラトル:執政官

## 死去
- ヨナタン
- 周亜夫：前漢の武将